# Trakijska autocesta
Trakijska autocesta (bugarski: Aвтомагистрала „Тракия“, Avtomagistrala "Trakija") ili Tračka autocesta oznake A1 je autocesta u Bugarskoj. Ona povezuje glavni grad Sofiju s Plovdivom i Burgasom na crnomorskoj obali. Autocesta je dobio ime po povijesnoj regiji Trakiji. Ukupna dužina autoceste je 360 km, a zadnji dio otvoren je 15. srpnja 2013. nakon 40 godina gradnje.
Trakijska autocesta je preko sofijske obilaznice na svojoj zapadnoj strani povezana s autocestama A2 i A6. Na istočnom kraju, u blizini Burgasa, autoceste se planira spojiti s Crnomorskom autocestom (A5) koja je u planu. Tako bi se postigao brzi pristup s juga prema gradu Varni i turističkim naseljima na Crnom moru. Autocesta Marica (A4) povezuje Tračku autocestu i Tursku.

## Izlazi
| Izlaz | km   | Naselje                                  | bilješka |
| ----- | ---- | ---------------------------------------- | -------- |
|       | 0    | Sofijska obilaznica, Carigradsko šose    | otvoren  |
|       | 5    | Lozen, Ravno pole                        | otvoren  |
|       | 5,5  | Novi Han                                 | otvoren  |
|       | 24,4 | Vakarel                                  | otvoren  |
|       | 35,2 | Ihtiman-sjever                           | otvoren  |
|       | 47,2 | Ihtiman-jug, Kostenec                    | otvoren  |
|       | 61,7 | Vetren                                   | otvoren  |
|       | 70   | -Cerovo, Velingrad                       | otovoren |
|       | 80.8 | Kalugerovo, Dinkata                      | otvoren  |
|       | 91   | Pazardžik, Panađurište                   | otvoren  |
|       | 113  | Calapica, Saedinenie                     | otvoren  |
|       | 120  | Plovdiv-zapad, Pamporovo (samo s zapada) | otvoren  |
|       | 122  | Plovdiv-zapad, Pamporovo (samo s zapada) | otvoren  |
|       | 127  | Plovdiv-sjever                           | otvoren  |
|       | 134  | Plovdiv-sjever                           | otvoren  |
|       | 151  | Belozem                                  | otvoren  |
|       | 166  | Prvomaj (samo s zapada)                  | otvoren  |
|       | 169  | (Haskovo/Dimitrovgrad; Istanbul ,        | otvoren  |
|       | 175  | Čirpan                                   | otvoren  |
|       | 185  | Čirpan                                   | otvoren  |
|       | 209  | Stara Zagora Autocesta E85               | otvoren  |
|       | 240  | Nova Zagora                              | otvoren  |
|       | 276  | Jambol-zapad                             | otvoren  |
|       | 283  | odmorište, Kabile                        | otvoren  |
|       | 290  | Jambol-istok                             | otvoren  |
|       | 326  | Karnobat                                 | otvoren  |
|       | 352  | Balgarovo, Neftohim rafinerija nafte     | otvoren  |
|       | 360  | Burgas, Vetren Autocesta E87             | otvoren  |